# Rostovska oblast
Rostovska oblast (ruski: Росто́вская о́бласть) je federalni subjekt Ruske Federacije. 
Nalazi se na jugu europskog dijela Rusije i dio je Južnog saveznog okruga. 
Površina: 100.800 km²
Upravno sjedište je Rostov na Donu, koji je 2002. postao i sjedištem Južnog saveznog okruga.

## Zemljopis
Rostovska oblast graniči s Ukrajinom. U tuzemnim okvirima, u susjedstvu je idućih upravnih jedinica: Volgogradske oblasti na sjeveru i Voronješke oblasti na jugu, a Krasnodarskog kraja, Stavropoljskog kraja te republike Kalmičke na jugoistoku.

### Rijeke i jezera
Rijeka Don, jedna od najvećih europskih rijeka, dijelom protječe kroz ovu oblast. Jezera pokrivaju 0,4% površine.

## Upravne podjele

### Rajoni
Rostovska oblast se sastoji od idućih rajona:
- Aksajski rajon (Аксайский)
- Azovski rajon (Азовский)
- Bagajevski rajon (Багаевский)
- Belokalitvinski rajon (Белокалитвинский)
- Bokovski rajon (Боковский)
- Čertkovski rajon (Чертковский)
- Dubovski rajon (Дубовский)
- Kagaljnicki rajon (Кагальницкий)
- Kamenski rajon (Каменский)
- Kašarski rajon (Кашарский)
- Konstantinovski rajon (Константиновский)
- Krasnosulinski rajon (Красносулинский)
- Kujbiševski rajon (Куйбышевский)
- Martinovski rajon (Мартыновский)
- Matvejevo-Kurganski rajon (Матвеево-Курганский)
- Millerovski rajon (Миллеровский)
- Miljutinski rajon (Милютинский)
- Morozovski rajon (Морозовский)
- Mjasnikovski rajon (Мясниковский)
- Neklinovski rajon (Неклиновский)
- Oblivski rajon (Обливский)
- Oktjabrski rajon (Октябрьский)
- Orlovski rajon (Орловский)
- Pesčanokopski rajon (Песчанокопский)
- Proletarski rajon (Пролетарский)
- Remontnenski rajon (Ремонтненский)
- Rodionovo-Nesvetajski rajon (Родионово-Несветайский)
- Saljski rajon (Сальский)
- Semikarakorski rajon (Семикаракорский)
- Šolohovski rajon (Шолоховский)
- Sovjetski rajon (Советский)
- Tarasovski rajon (Тарасовский)
- Tacinski rajon (Тацинский)
- Celinski rajon (Целинский)
- Cimljanski rajon (Цимлянский)
- Ust-Donecki rajon (Усть-Донецкий)
- Verhnedonski rajon (Верхнедонской)
- Veselovski rajon (Веселовский)
- Volgodonski rajon (Волгодонской)
- Jegorlikski rajon (Егорлыкский)
- Zavetinski rajon (Заветинский)
- Zernogradski rajon (Зерноградский)
- Zimovnikovski rajon (Зимовниковский)

## Stanovništvo
Broj stanovnika: 4.404.013 (popis 2002.)
Ova oblast je peta po broju stanovnika u Rusiji.

## Narodnosne skupine
U oblasti je po popisu 2002. živjelo 157 narodnosnih skupina:
- 3.934.835 Rusi (89%)
- 118.486 Ukrajinci (2,7%)
- 109.994 Armenci (2,5%)
- 28.285 Turci (0,64%)
- 26.604 Bjelorusi (0,6%)
- 7.507 (0.02%) neizjašnjenih

i ostali.

## Gospodarstvo
Glavne gospodarske grane u Rostovskoj oblasti su poljodjelstvo i industrije u svezi s
poljodjelstvom, prehrambena industrija, teška industrija, rudarstvo ugljena i automobilska industrija.

## Kultura
vidi Rostovska glazba

## Vanjske poveznice
- Administration of Rostov Oblast, official homepage.